# فولفغانغ ويغنر
فولفغانغ ويغنر (بالألمانية: Wolfgang Wegener)‏ (و. 1875 – 1956 م) هو جندي، ومؤرخ ألماني، ولد في شتتين، ويحمل رتبة عسكرية لواء بحري، توفي عن عمر يناهز 81 عاماً.